# Makelele (football, 1985)
Pour les articles homonymes, voir Makelele.
Leandro dos Santos de Jesus, surnommé Makelele, (né à Salvador de Bahia le 26 février 1985), est un footballeur brésilien. Il joue au poste de milieu récupérateur avec le Sertãozinho FC.

## Biographie
Makelele reçu le surnom de Makelele alors qu'il jouait pour Santo André, en comparaison de son physique et de sa hargne sur le terrain, à celui de Claude Makélélé. Il commence sa carrière professionnelle à Santo André, puis part vers Palmeiras qui au bout d’un an décide de le prêter, il est tout d’abord cédé au Grêmio durant un an et demi, puis est à nouveau prêté au Coritiba.
Désireux de venir jouer en Europe, il choisit le Portugal, et notamment l’Academica de Coimbra, car grâce à la victoire en Coupe du Portugal, il pourra jouer une « grande » compétition européenne.

## Carrière

### Synthèse
| Saison                | Club                  | Championnat           | Championnat | Championnat | Coupe(s) nationale(s) | Coupe(s) nationale(s) | Compétition(s) continentale(s) | Compétition(s) continentale(s) | Compétition(s) continentale(s) | Sélection | Sélection | Sélection | Total | Total |
| Saison                | Club                  | Division              | M.          | B.          | M.                    | B.                    | Comp.                          | M.                             | B.                             | Équipe    | M.        | B.        | M.    | B.    |
| 2004                  | EC Santo André        | Paulista 1            | 0           | 0           | 0                     | 0                     | -                              | 0                              | 0                              | -         | 0         | 0         | 0     | 0     |
| 2004                  | EC Santo André        | Série B               | 0           | 0           | 0                     | 0                     | -                              | 0                              | 0                              | -         | 0         | 0         | 0     | 0     |
| 2005                  | EC Santo André        | Paulista 1            | 0           | 0           | 0                     | 0                     | -                              | 0                              | 0                              | -         | 0         | 0         | 0     | 0     |
| 2005                  | EC Santo André        | Série B               | 0           | 0           | 0                     | 0                     | -                              | 0                              | 0                              | -         | 0         | 0         | 0     | 0     |
| 2006                  | EC Santo André        | Paulista 1            | 0           | 0           | 0                     | 0                     | -                              | 0                              | 0                              | -         | 0         | 0         | 0     | 0     |
| 2006                  | EC Santo André        | Série B               | 34          | 4           | 0                     | 0                     | -                              | 0                              | 0                              | -         | 0         | 0         | 34    | 4     |
| Sous-total            | Sous-total            | Sous-total            | 34          | 4           | 0                     | 0                     | -                              | 0                              | 0                              | -         | 0         | 0         | 34    | 4     |
| 2007                  | SE Palmeiras          | Paulista 1            | 0           | 0           | 0                     | 0                     | -                              | 0                              | 0                              | -         | 0         | 0         | 0     | 0     |
| 2007                  | SE Palmeiras          | Brasileirão           | 27          | 0           | 0                     | 0                     | -                              | 0                              | 0                              | -         | 0         | 0         | 27    | 0     |
| 2008                  | SE Palmeiras          | Paulista 1            | 0           | 0           | 0                     | 0                     | -                              | 0                              | 0                              | -         | 0         | 0         | 0     | 0     |
| 2008                  | SE Palmeiras          | Brasileirão           | 0           | 0           | 1                     | 0                     | -                              | 0                              | 0                              | -         | 0         | 0         | 1     | 0     |
| Sous-total            | Sous-total            | Sous-total            | 27          | 0           | 1                     | 0                     | -                              | 0                              | 0                              | -         | 0         | 0         | 28    | 0     |
| 2008                  | Grêmio Porto Alegre   | Gaúcho                | 0           | 0           | 0                     | 0                     | -                              | 0                              | 0                              | -         | 0         | 0         | 0     | 0     |
| 2008                  | Grêmio Porto Alegre   | Brasileirão           | 16          | 0           | 0                     | 0                     | CS                             | 2                              | 0                              | -         | 0         | 0         | 18    | 0     |
| 2009                  | Grêmio Porto Alegre   | Gaúcho                | 13          | 4           | 0                     | 0                     | -                              | 0                              | 0                              | -         | 0         | 0         | 13    | 4     |
| 2009                  | Grêmio Porto Alegre   | Brasileirão           | 5           | 0           | 0                     | 0                     | CL                             | 4                              | 0                              | -         | 0         | 0         | 9     | 0     |
| Sous-total            | Sous-total            | Sous-total            | 34          | 4           | 0                     | 0                     | -                              | 6                              | 0                              | -         | 0         | 0         | 40    | 4     |
| 2009                  | Coritiba FC           | Paranaense            | 0           | 0           | 0                     | 0                     | -                              | 0                              | 0                              | -         | 0         | 0         | 0     | 0     |
| 2009                  | Coritiba FC           | Brasileirão           | 6           | 0           | 0                     | 0                     | -                              | 0                              | 0                              | -         | 0         | 0         | 6     | 0     |
| Sous-total            | Sous-total            | Sous-total            | 6           | 0           | 0                     | 0                     | -                              | 0                              | 0                              | -         | 0         | 0         | 6     | 0     |
| 2010                  | SE Palmeiras          | Paulista 1            | 0           | 0           | 0                     | 0                     | -                              | 0                              | 0                              | -         | 0         | 0         | 0     | 0     |
| 2010                  | SE Palmeiras          | Brasileirão           | 0           | 0           | 0                     | 0                     | -                              | 0                              | 0                              | -         | 0         | 0         | 0     | 0     |
| Sous-total            | Sous-total            | Sous-total            | 0           | 0           | 0                     | 0                     | -                              | 0                              | 0                              | -         | 0         | 0         | 0     | 0     |
| 2010                  | EC Santo André        | Paulista 1            | 0           | 0           | 0                     | 0                     | -                              | 0                              | 0                              | -         | 0         | 0         | 0     | 0     |
| 2010                  | EC Santo André        | Série B               | 16          | 0           | 0                     | 0                     | -                              | 0                              | 0                              | -         | 0         | 0         | 16    | 0     |
| Sous-total            | Sous-total            | Sous-total            | 16          | 0           | 0                     | 0                     | -                              | 0                              | 0                              | -         | 0         | 0         | 16    | 0     |
| 2011                  | EC Pelotas            | Gaúcho                | 9           | 0           | 0                     | 0                     | -                              | 0                              | 0                              | -         | 0         | 0         | 9     | 0     |
| Sous-total            | Sous-total            | Sous-total            | 9           | 0           | 0                     | 0                     | -                              | 0                              | 0                              | -         | 0         | 0         | 9     | 0     |
| 2011                  | ABC FC                | Potiguar              | 0           | 0           | 0                     | 0                     | -                              | 0                              | 0                              | -         | 0         | 0         | 0     | 0     |
| 2011                  | ABC FC                | Série B               | 28          | 0           | 0                     | 0                     | -                              | 0                              | 0                              | -         | 0         | 0         | 28    | 0     |
| Sous-total            | Sous-total            | Sous-total            | 28          | 0           | 0                     | 0                     | -                              | 0                              | 0                              | -         | 0         | 0         | 28    | 0     |
| 2012                  | CA Linense            | Paulista 1            | 17          | 3           | 0                     | 0                     | -                              | 0                              | 0                              | -         | 0         | 0         | 17    | 3     |
| Sous-total            | Sous-total            | Sous-total            | 17          | 3           | 0                     | 0                     | -                              | 0                              | 0                              | -         | 0         | 0         | 17    | 3     |
| 2012                  | ABC FC                | Potiguar              | 0           | 0           | 0                     | 0                     | -                              | 0                              | 0                              | -         | 0         | 0         | 0     | 0     |
| 2012                  | ABC FC                | Série B               | 0           | 0           | 1                     | 0                     | -                              | 0                              | 0                              | -         | 0         | 0         | 1     | 0     |
| Sous-total            | Sous-total            | Sous-total            | 0           | 0           | 1                     | 0                     | -                              | 0                              | 0                              | -         | 0         | 0         | 1     | 0     |
| 2012-2013             | Académica de Coimbra  | Liga Zon Sagres       | 26          | 1           | 8                     | 1                     | C3                             | 5                              | 0                              | -         | 0         | 0         | 39    | 2     |
| 2013-2014             | Académica de Coimbra  | Liga Zon Sagres       | 23          | 2           | 4                     | 0                     | -                              | -                              | -                              | -         | -         | -         | 27    | 2     |
| Sous-total            | Sous-total            | Sous-total            | 49          | 3           | 12                    | 1                     | -                              | 5                              | 0                              | -         | 0         | 0         | 66    | 4     |
| 2014-2015             | Koweït SC             | Premier League        | 0           | 0           | 0                     | 0                     | -                              | -                              | -                              | -         | -         | -         | 0     | 0     |
| Sous-total            | Sous-total            | Sous-total            | 0           | 0           | 0                     | 0                     | -                              | 0                              | 0                              | -         | 0         | 0         | 0     | 0     |
| Total sur la carrière | Total sur la carrière | Total sur la carrière | 220         | 14          | 14                    | 1                     | -                              | 11                             | 0                              | -         | 0         | 0         | 245   | 15    |

### Matchs disputés en coupes continentales
| Matchs | Date              | Stade                                                  | Adversaire                | Résultat | Minutes | Compétition       | Buts | Tour | Club                 |
| ------ | ----------------- | ------------------------------------------------------ | ------------------------- | -------- | ------- | ----------------- | ---- | ---- | -------------------- |
| 1      | 14 août 2008      | Stade José-Pinheiro-Borda, Porto Alegre                | SC Internacional          | 1 – 1    | 90 min  | Copa Sudamericana | 0    | -    | Grêmio Porto Alegre  |
| 2      | 29 août 2008      | Arena do Grêmio, Porto Alegre                          | SC Internacional          | 2 – 2    | 76 min  | Copa Sudamericana | 0    | -    | Grêmio Porto Alegre  |
| 3      | 12 mars 2009      | Estadio de La Independencia, Tunja                     | Boyacá Chicó FC           | 0 – 1    | 34 min  | Copa Libertadores | 0    | -    | Grêmio Porto Alegre  |
| 4      | 26 mars 2009      | Estadio Félix Capriles, Cochabamba                     | Club Aurora               | 1 – 2    | 5 min   | Copa Libertadores | 0    | -    | Grêmio Porto Alegre  |
| 5      | 7 avril 2009      | Arena do Grêmio, Porto Alegre                          | Club Aurora               | 3 – 0    | 87 min  | Copa Libertadores | 0    | -    | Grêmio Porto Alegre  |
| 6      | 16 avril 2009     | Estadio Santa Laura-Universidad SEK, Santiago de Chile | Club Universidad de Chile | 0 – 2    | 90 min  | Copa Libertadores | 0    | -    | Grêmio Porto Alegre  |
| 7      | 20 septembre 2012 | Doosan Arena, Plzeň                                    | Viktoria Plzeň            | 3 – 0    | 73 min  | Ligue Europa      | 0    | -    | Académica de Coimbra |
| 8      | 4 octobre 2012    | Estádio EFAPEL, Coïmbra                                | Hapoël Tel-Aviv           | 1 – 1    | 21 min  | Ligue Europa      | 0    | -    | Académica de Coimbra |
| 9      | 25 octobre 2012   | Stade Vicente-Calderón, Madrid                         | Atlético Madrid           | 2 – 1    | 59 min  | Ligue Europa      | 0    | -    | Académica de Coimbra |
| 10     | 8 novembre 2012   | Estádio EFAPEL, Coïmbra                                | Atlético Madrid           | 2 – 0    | 90 min  | Ligue Europa      | 0    | -    | Académica de Coimbra |
| 11     | 6 décembre 2012   | Bloomfield Stadium, Jaffa                              | Hapoël Tel-Aviv           | 2 – 0    | 19 min  | Ligue Europa      | 0    | -    | Académica de Coimbra |
| 12     | 19 août 2014      | Al Kuwait Sports Club Stadium, Koweït City             | Persipura Jayapura        | 3 – 2    | 15 min  | Coupe de l'AFC    | 0    | 1/4  | Koweït SC            |
| 13     | 26 août 2014      | Mandala Stadium, Jayapura                              | Persipura Jayapura        | 6 – 1    | 28 min  | Coupe de l'AFC    | 0    | 1/4  | Koweït SC            |

## Palmarès

### AvecEC Santo André
- Vainqueur de la Coupe du Brésil : 1 fois (2004)

### AvecPalmeiras
- Champion du  Championnat de São Paulo[15] : 1 fois (2008).

### Avec leGrêmio Porto Alegre
- Vainqueur du Trophée Osmar Santos : 1 fois (2008).

### Honneurs
- Finaliste de la Supertaça Cândido de Oliveira 2011-2012[16], avec l’Académica de Coimbra